# Acanthocope orbus
Acanthocope orbus är en kräftdjursart som beskrevs av Menzies och George 1972. Acanthocope orbus ingår i släktet Acanthocope och familjen Munnopsidae. Inga underarter finns listade i Catalogue of Life.